# 정읍시·고창군
정읍시·고창군은 대한민국의 국회의원 선거구이다. 전북특별자치도 정읍시와 고창군을 관할한다. 현 지역구 국회의원은 더불어민주당의 윤준병이다.

## 역사
대한민국 제20대 국회의원 선거를 앞두고 정읍시 선거구와 고창군·부안군 선거구가 인구 하한선 미달이 됨에 따라 개편 대상이 되었다. 이에 정읍시와 고창군이 하나의 선거구를 이루게 되면서 신설되었다.

## 관할 구역
| 대수  | 관할 구역               |
| ----- | ----------------------- |
| 20대~ | 정읍시 일원 고창군 일원 |

## 역대 국회의원
| 선거   | 정당 | 정당         | 의원   |
| ------ | ---- | ------------ | ------ |
| 2016년 |      | 국민의당     | 유성엽 |
| 2020년 |      | 더불어민주당 | 윤준병 |
| 2024년 |      | 더불어민주당 | 윤준병 |

## 역대 선거 결과

### 대한민국 제20대 국회의원 선거
|  | 47.96% |

|  | 23.87% |

|  | 23.37% |

|  | 4.79% |

### 대한민국 제21대 국회의원 선거
|  | 69.77% |

|  | 30.22% |

### 대한민국 제22대 국회의원 선거
|  | 86.86% |

|  | 10.47% |

|  | 2.66% |